# Habitatge al carrer Major, 7 a Palau de Noguera
L'Habitatge al carrer Major de Palau de Noguera, 7 és un edifici de Tremp (Pallars Jussà) protegit com a Bé Cultural d'Interès Local.

## Descripció
Es tracta d'un edifici construït entre mitgeres de planta baixa, pis i golfes. La façana presenta les característiques pròpies del segle xix. A la planta baixa hi ha la portalada d'arc escarser i a la clau de volta hi ha la data 1613. Al primer pis hi ha un balcó que sobresurt amb barana de ferro. L'edifici està rematat per un ràfec a la teulada.